# SVD (puška)
Dragunovova odstřelovací puška (zkráceně SVD či Dragunov, rusky Сна́йперская Винто́вка систе́мы Драгуно́ва образца́ 1963 года, Snajperskaja vintovka sistémy Dragunova obrazcá 1963 goda (SVD-63), v indexu GRAU 6V1) je sovětská a ruská samonabíjecí odstřelovací puška. Do výzbroje sovětské armády byla zavedena v roce 1963. Má některé rysy podobné AK, konstrukčně se ale od útočné pušky liší. Jedná se o samonabíjecí zbraň. Namísto dlouhého pístu AK, má SVD píst s krátkým zdvihem, což přispívá ke zvýšení stability zbraně při střelbě. Vyšší přesnosti střelby bylo dosaženo i kombinací velmi dlouhé hlavně se standardní montáží zaměřovacího dalekohledu se čtyřnásobným zvětšením.
Vyvinuta byla v letech 1957–1963 a vybrána jako vítěz soutěže, ve které se utkaly tři konkurenční skupiny konstruktérů, vedené Sergejem Simonovem, Alexandrem Konstantinovem a Jevgenijem Dragunovem. Rozsáhlé polní zkoušky pušek prováděné v širokém rozsahu podmínek prostředí vedly k přijetí Dragunovova návrhu v červenci 1963. Pro účely vyhodnocení byla sestavena počáteční předvýrobní série skládající se z 200 pušek a od roku 1964 probíhá sériová výroba ve zbrojovce Ižmaš, později přejmenovaná na Kalašnikovův koncern. 

## Konstrukce

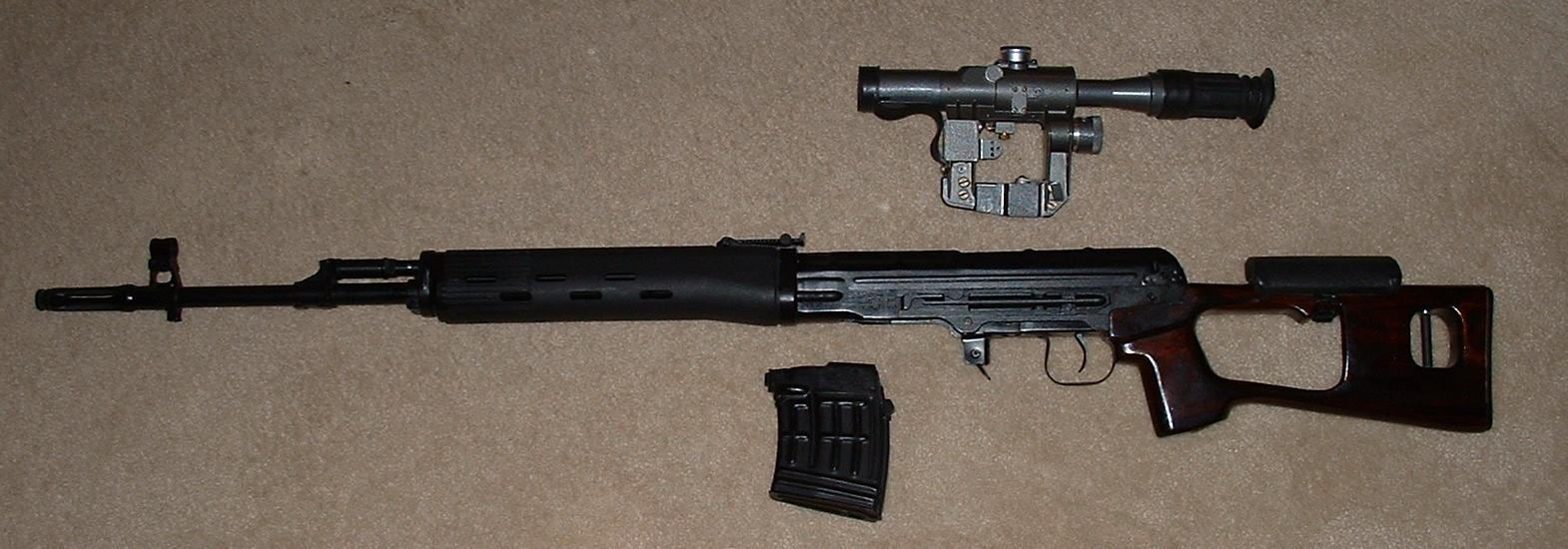
SVD bez zásobníku a zaměřovače

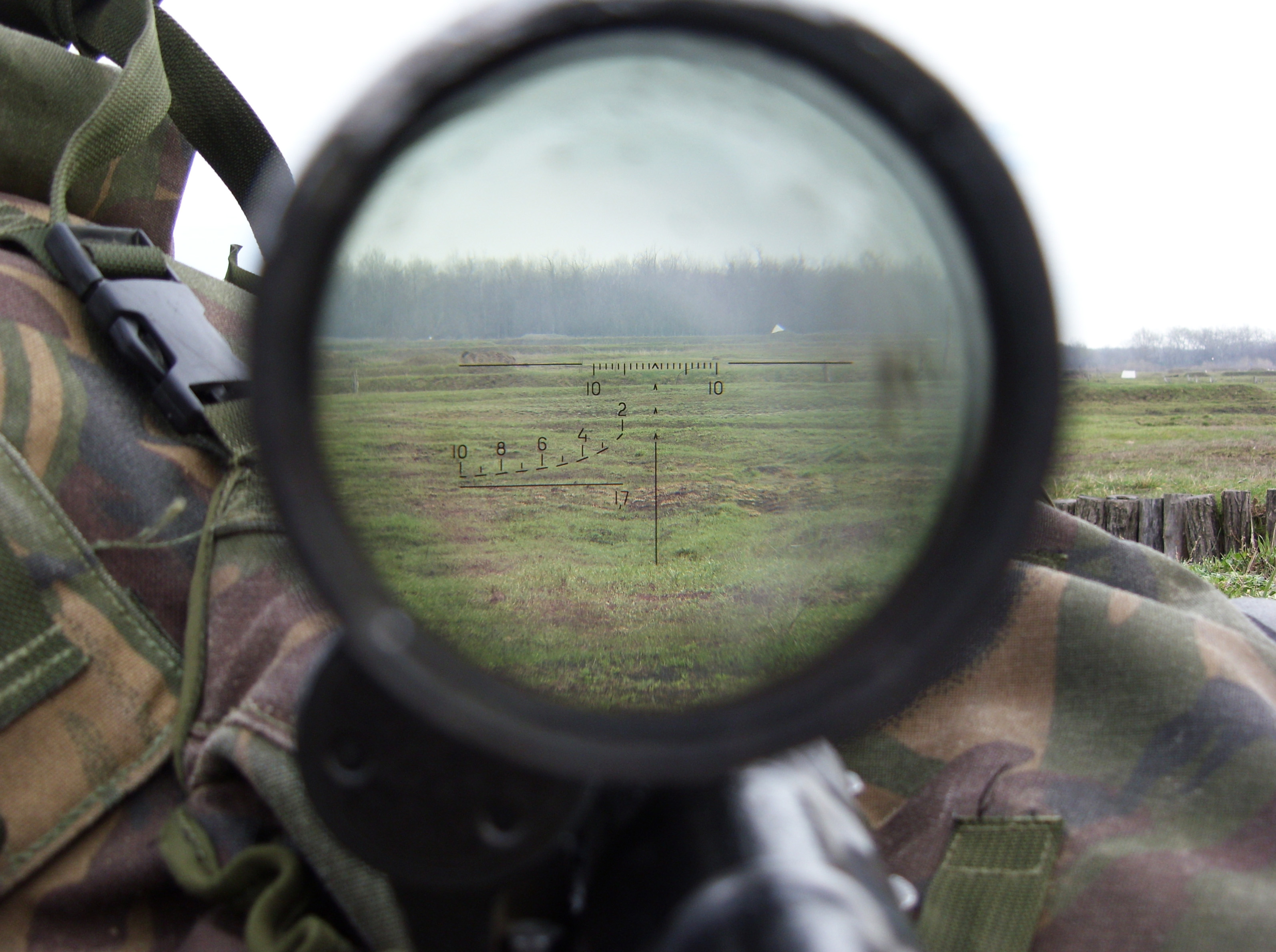
Pohled do zaměřovače PSO-1

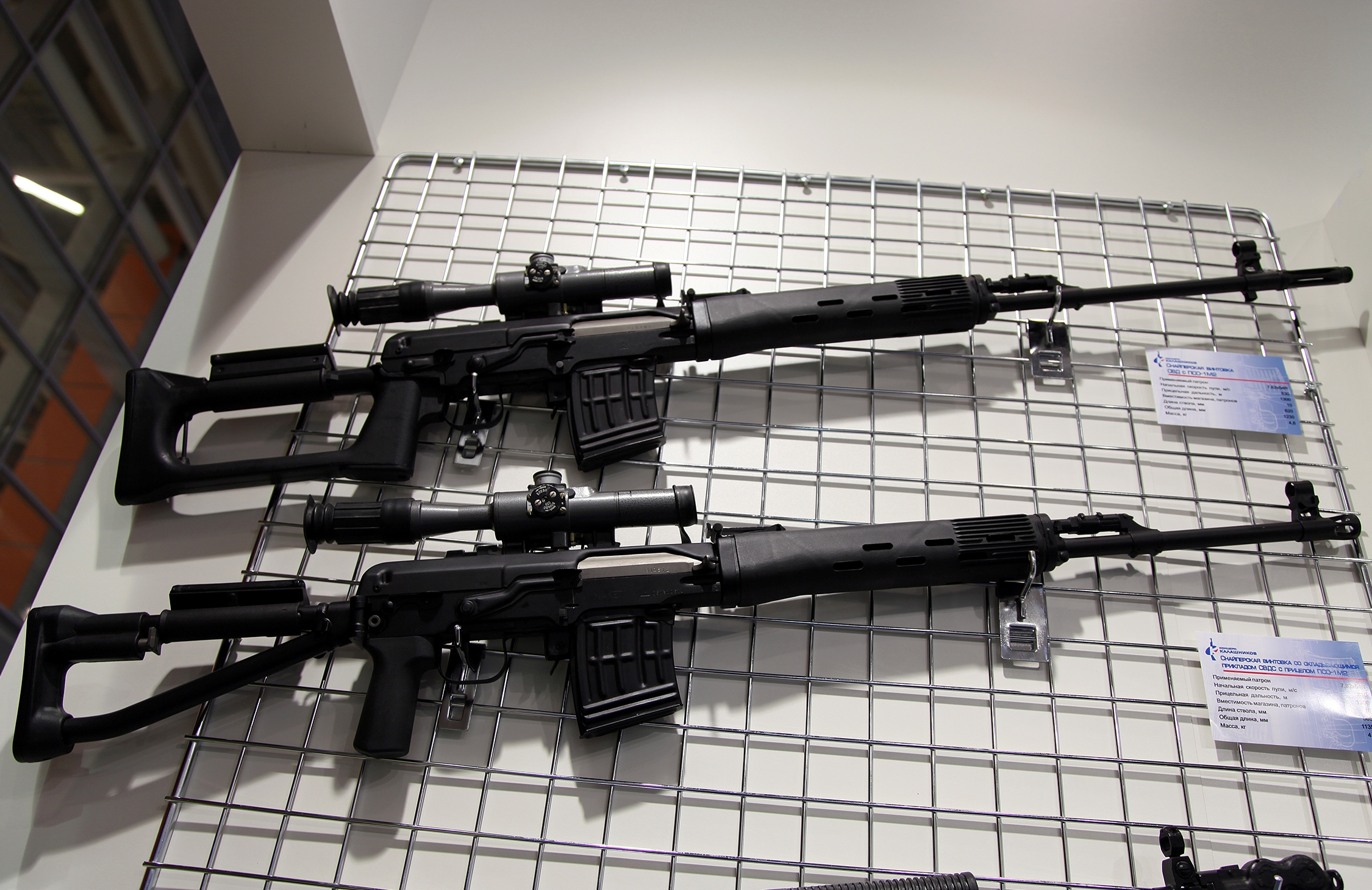
SVD (nahoře) a SVDS (zkrácená verze se sklopnou opěrkou)

Podle původních záměrů byla puška určena jako zbraň střelecké podpory družstva. Měla za úkol rozšířit účinné pole palby družstva. Je komorována pro výkonný náboj 7,62x54R Mosin, který je účinný na vzdálenost 1000 m a více. Konstruktérem této zbraně byl Jevgenij Dragunov. V nouzi je tuto pušku možno použít i práci samostatné odstřelovače, příklady takového nasazení jsou například z Vietnamského konfliktu, nebo v Iráku na straně rebelů, též ji používají odstřelovači policie a jednotek ministerstva vnitra Ruské federace a dříve Sovětského svazu, stejně tak byla používána odstřelovači SNB v ČSSR. Puška byla rychle nasazena do všech armád Varšavské smlouvy.
Tato odstřelovací puška je samonabíjecí zbraň. Je zde využit Kalašnikovův mechanismus, pracuje na principu odběru plynů z hlavně tlakem na píst uložený nad hlavní. Vzor ze slavné pušky AK je patrný i na závěru, jehož dva uzamykací ozuby uzamykají pevně závěr díky rotačnímu závorníku. Plynový násadec je opatřen dvoustupňovým plynovým regulátorem s nastavitelnými výfukovými otvůrky. Nastavení regulátoru je následující: Normální podmínky – poloha 1, znečištění – poloha 2. Na rozdíl od AK-47 je na této pušce píst, pístnice a nosič tvořen samostatnými díly.
Předpažbí SVD je tvořeno dvěma totožnými částmi, navzájem propojenými objímkami. Každá strana předpažbí má šest podélných ventilačních otvorů. Pažba je odlehčená, má výškově nastavitelnou lícnici. Kromě pušky SVD se vyrábí i model označený jako SVDS, který měl původně odnímatelnou dřevěnou pažbu, ale dnes se vyrábí se sklopnou kovovou opěrkou. Toto provedení je určeno pro odstřelovače výsadkářů a speciálních jednotek.
Na ústí SVD je našroubován tlumič plamene, na kterém se nachází pět podélných štěrbin. Puška je dále vybavena mechanickými mířidly, stavitelnými až na 1 200 m. Mimo jiné je také standardně osazována optickým zaměřovačem typu PSO-1, ten poskytne až čtyřnásobné zvětšení, záměrný kříž může být za zhoršených podmínek viditelnosti či šeru dosvětlen žárovkou uvnitř. Poslední novinkou je zaměřovač 1P21 „Minuta“ s možností plynulé regulace zvětšení v rozsahu tří až devítinásobném. Dále lze použít zaměřovacích dalekohledů označených jako NSPU 1 a 3, pracujících na principu zesilování zbytkového světla z okolního prostředí. Tento přístroj umožňuje účinné použití zbraně i v noci. S puškou lze pomocí zaměřovacího dalekohledu PSO-1 mířit na cíle vzdálené až 1 300 m, se zaměřovacím přístrojem NSPU je vzdálenost omezena na 400–600 m s ohledem na aktuální počasí a typ prostředí.
Na zbraň je možno nasadit bodák známý z AKM. Do SVD se používá segmentovaný dvouřadý desetiranný zásobník, který je konstruován z plechu a jsou do něho vryty charakteristické vlisy.

### Příslušenství
- čtyři desetiranné zásobníky
- plátěná sumka na zásobníky
- čisticí a montážní souprava
- nosný popruh
- víceúčelový bodák

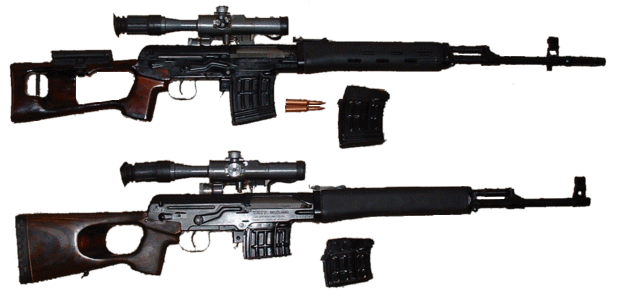
Pár pušek dovážených do USA

- optický zaměřovač PSO-1 s ochranným obalem

## Varianty
- SVD verze s pevnou pažbou
- SVDS verze se sklopnou ramenní opěrkou (vyrábí se od 90. let protože SVD byla dlouhá a do obrněných vozidel a těsných prostorů se nevešla)

## Uživatelé
- Afghánistán
- Albánie
- Alžírsko
- Arménie
- Ázerbájdžán
- Bangladéš[2]
- Bulharsko
- Česko

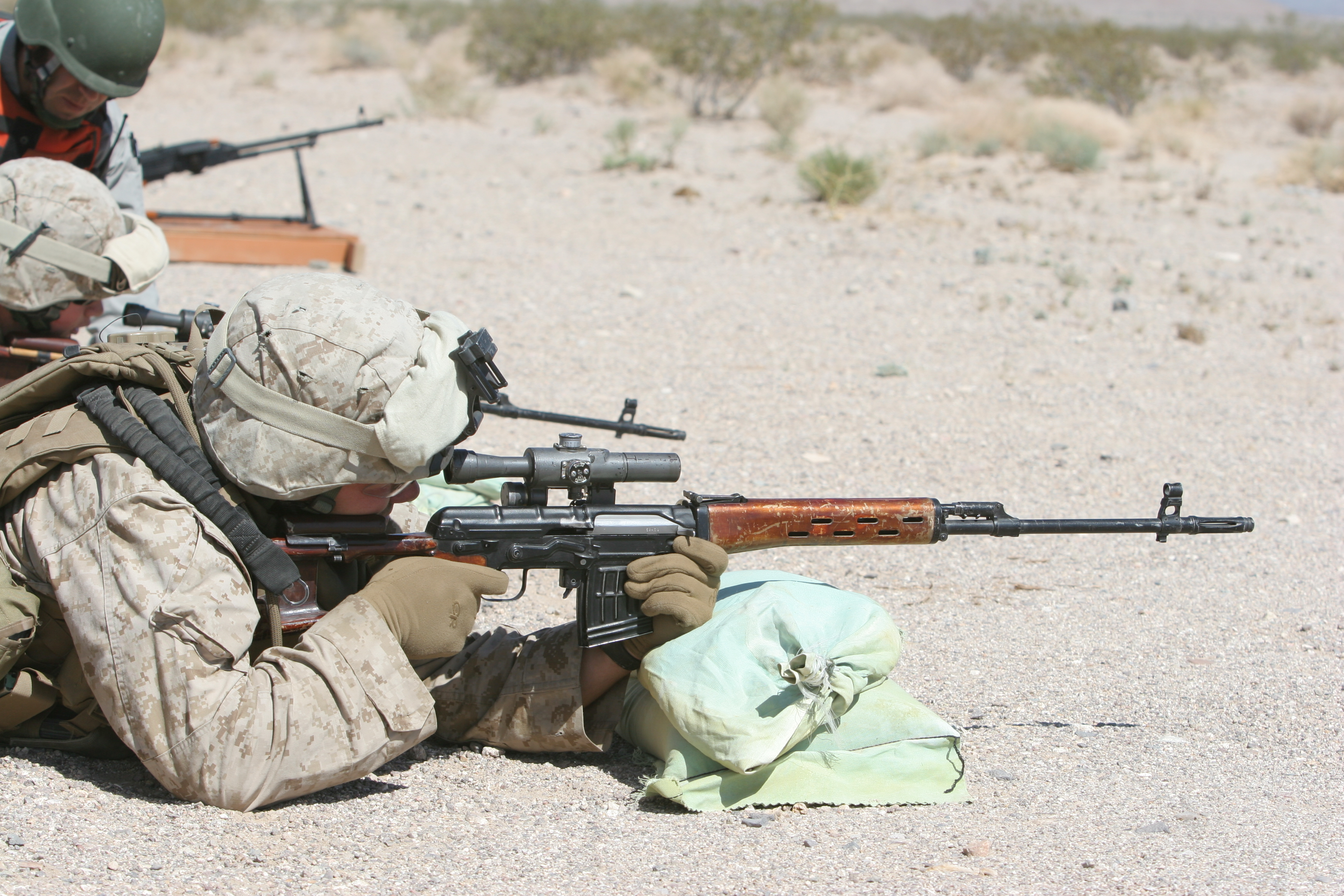
Námořní pěchota s SVD

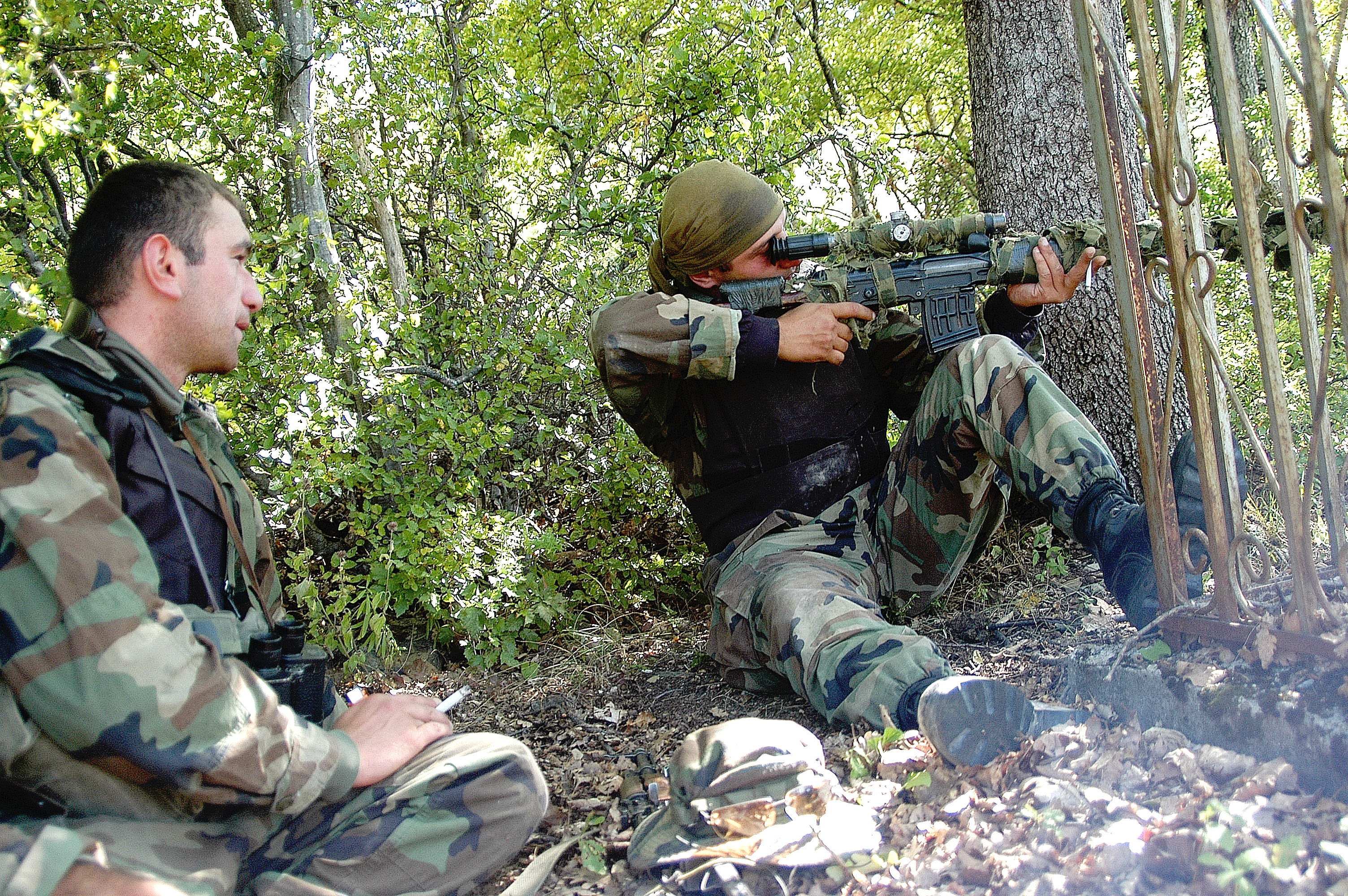
Gruzínský voják s SVD

- Čína – Norinco vyrábí kopii značenou Typ 79.
- Finsko[3]
- Indie – oficiálně Dragunov SVD59
- Irák – jako Al Kadesiah
- Írán – výroba jako Nakhjir
- Jemen
- Kambodža Kambodža
- Kazachstán
- Maďarsko
- Mongolsko
- Polsko
- Rusko
- Slovensko
- Sovětský svaz
- Srí Lanka
- Turecko
- Ukrajina
- Venezuela
- Vietnam
- Zimbabwe